# Waldemar (Schweden)

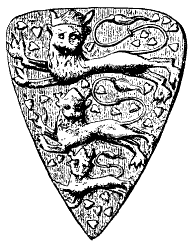
Valdemar Birgerssons Wappen

Valdemar Birgersson (* 1243; † 26. Dezember 1302 in Nyköpingshus) war König von Schweden zwischen 1250 und 1275.

## Leben
Valdemar Birgersson war Sohn des Birger Jarl und dessen erster Ehefrau Ingeborg Eriksdotter und wurde nach dem Tode seines Onkels Erik Eriksson mit sieben Jahren zum König von Schweden gewählt. 1251 wurde er in Linköping gekrönt. Die Regierungsmacht aber verblieb in den Händen seines Vaters, der schon davor Reichsverweser gewesen war, bis zu dessen Tod 1266.
Über seine selbständige Regierungstätigkeit nach 1266 ist wenig bekannt, aber Anfang der 1270er Jahre kam es zum Konflikt mit seinen Brüdern Magnus, der Anspruch auf das Amt des Reichsverwesers erhob mit all der Machtfülle, die ihr gemeinsamer Vater innegehabt hatte, und Erik. Herzog Erik wich nach Norwegen aus, während Valdemar seine sexuellen Verfehlungen büßte. 1274 pilgerte er nach Rom.
1275 ging der Streit in einen offenen Kampf über, nachdem Magnus und Erik Unterstützung von Seiten des dänischen Königs Erik V. Klipping bekommen hatten. Sie schlugen Valdemars Anhänger in der Schlacht bei Hova im selben Jahr. Valdemar Birgersson floh mit seiner Frau nach Norwegen, und sein Bruder Magnus wurde zum König gewählt. Obwohl Valdemar 1275 abdankte, ging der Kampf um die Königskrone, aus dem Magnus schließlich 1279 als unbestrittener Sieger hervorging, noch einige Jahre weiter.
Die Jahre ab 1279 verbrachte Valdemar im dänischen Exil, von wo aus er seinem Bruder entgegenarbeitete. Dies führte schließlich dazu, dass er 1288 in Nyköpingshus arrestiert wurde, nachdem er schon drei Jahre zuvor mit Einverständnis der Kirche aufgrund seiner Liebesaffären, u. a. mit seiner Schwägerin Prinzessin Jutta von Dänemark, für unzurechnungsfähig erklärt worden war. Er starb 1302 im Gefängnis in Nyköpingshus.

## Familie
Valdemar heiratete 1260 in Jönköping Sophie von Dänemark († 1286), die Tochter des dänischen Königs Erik IV. Plovpenning.
- Ingeborg († 1290) ⚭ Gerhard II. (Holstein-Plön) (1254–1312), ihre Nachfahren sind u. a. Dietrich von Oldenburg, die Könige Christian I. und Christian IX. von Dänemark, Königin Sophia von Spanien und König Konstantin II. von Griechenland sowie der heutige Chef des Hauses Hannover, Ernst August.
- Eric
- Richiza (* 1269) ⚭ König Przemysław II. von Polen
- Katherina
- Marina ⚭ Graf Rudolf  von Diepholz[2]
- Margaret, Nonne in Skänninge[2]

Weitere Beziehungen oder sogar Ehen bestanden zu seiner Schwägerin Jutta von Dänemark, Tochter von Erik IV., Catharina von Gützkow, Tochter von Jaczo I. sowie einer Dame namens Lucrardis.